# Бург ан Брес
Вижте пояснителната страница за други значения на Бург ан Брес.
Бург ан Брес (на френски: Bourg-en-Bresse, [buʁ.k‿ɑ̃ bʁɛs]) е град в югоизточна Франция, административен център на департамента Ен, окръг Бург ан Брес и кантоните Бург на Брес 1 и Бург на Брес 2 в регион Оверн-Рона-Алпи. Населението му е около 41 000 души (2015).
Разположен е на 240 метра надморска височина в подножието на планината Юра, на бреговете на река Ресуз и на 57 километра североизточно от центъра на Лион. Селището съществува от галската епоха, през 1250 година получава статут на свободен град, а от 1272 година е владение на графовете на Савоя, които го превръщат в столица на провинцията Брес. Присъединено е към Франция временно през 1536 – 1559 и трайно през 1601 година. Днес градът е център на малка агломерация, включваща още предградията Вриа, Перонас, Сен Дени ле Бург и Сен Жуст.

## Забележителности
Основна забележителност е кралският манастир с църква в стил фламандска пламтяща готика. Комплексът е построен по разпореждане на Маргарита Австрийска, която е погребана там до съпруга си Филиберт II (херцог на Савоя). Сега манастирът е музей.
- гисант на Маргарита Австрийска

## Известни личности
Родени в Бург ан Брес
- Жулиен Бенето (р. 1981), тенисист
- Едгар Кине (1803 – 1875), историк
- Жак Пепен (р. 1935), готвач